# Пловец, певец прекрасных дам
«Плове́ц, певе́ц прекра́сных да́м» — первый студийный альбом актёра и певца Гуджи Бурдули, выпущенный в 2003 году. Признан одним из важнейших альбомов десятилетия в отечественной музыке российским интернет-изданием OpenSpace.ru. Записан на студии «Pravda production» в 2003 году звукорежиссёром Михаилом Габолаевым.

## Список композиций
| №                   | Название                | Текст песни            | Музыка                                                | Длительность |
| ------------------- | ----------------------- | ---------------------- | ----------------------------------------------------- | ------------ |
| 1.                  | «Только ты и только ты» | Важа-Пшавела           | по мотивам старинного романса «Только ты и только ты» | 5:07         |
| 2.                  | «Сероглазая»            | народные               | народная                                              | 4:44         |
| 3.                  | «Два кувшина»           | народные               | народная                                              | 3:18         |
| 4.                  | «Зараза»                | народные               | народная                                              | 4:43         |
| 5.                  | «Признание горца»       | Важа-Пшавела           | народная                                              | 3:17         |
| 6.                  | «Воркута-Ленинград»     | народные               | народная                                              | 2:02         |
| 7.                  | «Курочка»               | народные               | народная                                              | 1:52         |
| 8.                  | «Шагане»                | Сергей Есенин          | народная                                              | 4:03         |
| 9.                  | «Голубые у тебя глаза»  | Константин Гамсахурдия | Архил Кереселидзе                                     | 3:11         |
| 10.                 | «Ты едешь пьяная»       | народные               | народная                                              | 4:29         |
| 11.                 | «Мы с тобою одни»       | народные               | народная                                              | 4:35         |
| Общая длительность: | Общая длительность:     | Общая длительность:    | Общая длительность:                                   | 41:28        |

## Список исполнителей
- Гуджа Бурдули — вокал, гитара;
- Абелардо Альфонсо Лопес — контрабас, бубен;
- Александр Белоносов — клавишные.

## Дополнительные факты
- Абелардо Альфонсо Лопес — кубинский контрабасист, один из участников музыкального проекта «Che Guevara band».